# ガブリエル・ウルダネタ
ガブリエル・ホセ・ウルダネタ・ランヘル（Gabriel José Urdaneta Rangel、1976年1月7日 - ）は、ベネズエラ・メリダ出身の元サッカー選手である。ポジションはMF。

## 所属クラブ
- ウニベルシダ・デ・ロス・アンデス 1994-1995
- アトレチコ・スリア 1996-1998
- ウニベルシダ・デ・ロス・アンデス 1998-1999
- カラカスFC 1999-2000
- FCルツェルン 2000-2002
- SVヴァルトホーフ・マンハイム 2002-2003
- ACルガーノ 2003
- SCクリエンス 2004
- BSCヤングボーイズ 2004-2005
- FCファドゥーツ 2006
- マラカイボ 2006-2008
- エストゥディアンテス・デ・メリダ 2008-2009
- デポルティーボ・ペタレ 2009-2010
- デポルティーボ・アンソアテギ 2010-2011

## 個人成績

### 代表での得点
| #  | 日時           | 場所                   | 対戦相手     | スコア | 最終結果 | 大会                        |
| -- | -------------- | ---------------------- | ------------ | ------ | -------- | --------------------------- |
| 1. | 1999年5月19日  | ポルトビエホ           | エクアドル   | 0–1    | 0-2      | 親善試合                    |
| 2. | 1999年5月19日  | ポルトビエホ           | エクアドル   | 0–2    | 0-2      | 親善試合                    |
| 3. | 1999年7月7日   | シウダー・デル・エステ | メキシコ     | 3–1    | 3-1      | コパ・アメリカ1999          |
| 4. | 2000年8月10日  | アラフエラ             | コスタリカ   | 1–1    | 1-5      | 親善試合                    |
| 5. | 2000年8月10日  | アラフエラ             | コスタリカ   | 1–2    | 1-5      | 親善試合                    |
| 6. | 2003年4月2日   | カラカス               | ジャマイカ   | 1–0    | 2-0      | 親善試合                    |
| 7. | 2003年6月7日   | マイアミ               | ホンジュラス | 1–1    | 2-1      | 親善試合                    |
| 8. | 2004年3月31日  | モンテビデオ           | ウルグアイ   | 0–1    | 0-3      | 2006 FIFAワールドカップ予選 |
| 9. | 2004年10月14日 | サン・クリストバル     | エクアドル   | 1–0    | 3-1      | 2006 FIFAワールドカップ予選 |